# Daniel Duquesnoy
Daniel Duquesnoy – francuski judoka. Startował w Pucharze Świata w 1989 i 1991. Srebrny medalista mistrzostw Europy w drużynie w 1990. Trzeci na mistrzostwach Francji w 1989 roku.